# Louise Emmanuelle Mabulo
Louise Emmanuelle de Guzman Mabulo (Manila, 12 de setembre de 1998), més coneguda com Louise Mabulo, és una ecologista filipina, propietària agrícola, emprenedora social i xef. És la fundadora del projecte Cacao, un negoci social i d'intercanvi de llavors que treballa amb més de 200 agricultors de la zona de San Fernando, a les Filipines. És la presentadora d'un minidocumental de National Geographic, Nat Geo Presents: Food Costs: DIET VS PLANET, que tracta dietes sostenibles.

## Biografia
Tot i que va néixer Manila, Mabulo es va criar a Swansea i més tard es va traslladar a Camarines Sud, on viu.
Quan el tifó Nock-ten va colpejar les Filipines el 2016, destruint gairebé tot el subministrament d'aliments, Mabulo va organitzar una campanya a les xarxes socials per recaptar fons, però sobretot va identificar la necessitat de llavors per reconstruir les terres agrícoles. Els arbres que quedaven dempeus eren arbres de cacau que ella sabia que produïen una collita de gran valor.
Això la va portar a engegar el projecte Cacao que ajuda a mitigar el canvi climàtic proporcionant cultius resistents i que alhora ofereix als agricultors un ingressos. Gràcies a aquest projecte s'ha format 200 agricultors en tècniques agroforestals, s'ha plantat més de 70.000 arbres en 70 hectàrees de terreny, s'han restaurat dues fonts d'aigua i tot plegat fent servir tècniques respectuoses amb el medi ambient per al control de plagues i la fertilització dels cultius. S'esperen, doncs, vendes d'uns 11,2 milions de pesos i un marge brut d'un milió de pesos a la collita inicial de cacau del 2020. El projecte també proporciona als agricultors llavors per a cultius bàsics, com ara el bok choy, la carbassa i el okra.
Part dels esforços de Mabulo s'encaminen a canviar la percepció que la gent té dels agricultors i de l'agricultura, en particular eliminant l'estigma que els agricultors són pobres, sense educació i que han fracassat en els sistemes educatius tradicionals. Gràcies a la seva feina i a la defensa que duu a terme, ha creat un entorn de respecte i empoderament per als agricultors, ja que creu que l'agricultura és fonamental per tractar el canvi climàtic:
| «                                                                                                | In the end, our environment and our climate run through the very fiber of our daily lives: in our breakfast, lunch and dinner. And we need to close that gap that separates our consumers from our producers. | » |
| — Louise Mabulo, #Youth4ClimateLive Series: Driving Empowerment - Protecting the Most Vulnerable | |   |

Mabulo també ha fundat The Culinary Lounge, un projecte que ajuda els agricultors tot fent servir ingredients locals. D'altra banda, l'han convidada a intervenir adiferents esdeveniments internacionals.

## Premis i reconeixements
D'altra banda, Mabulo ha participat en concursos de xefs des dels 12 anys, quan va ser finalista de la Junior MasterChef Pinoy Edition. Va guanyar el premi a les millors postres d'Àsia al Trofeu Disciples des Escoffier Young Talent al Restaurant and Bar Show de Hong Kong. Louise és reconeguda per 50 Next a The World's 50 Best Restaurants Awarding Body com a productora que canvia el joc.
El 2018 va ser nomenada Jove Agricultor destacat de les Filipines. El 2019, va guanyar el premi Young Champions of the Earth, atorgat pel Programa de les Nacions Unides per al Medi Ambient. També va guanyar una beca amb la Iniciativa de Líders Joves del Sud-est Asiàtic a la Universitat de Brown. Va ser nomenada part de la llista de Forbes '30 under 30 Asia', com a homenatjada destacada. També va ser distingida amb la menció Amic de la Humanitat de la Fundació Ambaixador de l'Amistat.
El novembre de 2023, Mabulo va ser inclosa a la llista de les 100 dones de la BBC.